# Holmsmalma
Holmsmalma är en by belägen strax norr om staden Köping i Västmanland.

## Gravfynd
Byn ligger utmed Köpingsåsen. På åsen har ett stort antal gravar anlagts under järnåldern. En omfattande grustäkt har förstört många av dem utan att de blivit arkeologiskt undersökta. Strax söder om Malma kyrka genomfördes en gravfältsundersökning på 1960-talet . Där undersöktes 26 gravar i form av runda stensättningar med rester efter kremerade människor. Genom gravgåvor och 14C-analys kunde gravarna dateras till yngre romersk järnålder och folkvandringstid.
Inför ombyggnaden av väg 250 mellan Köping och Kolsva undersöktes delar av ett annat, större, gravfält 1999. Det var beläget på gränsen mellan Holmsmalma och Gålby. Uppe i åsslänten undersöktes ett tiotal stensättningar. Vid åsfoten undersöktes mer än 300 tätt anlagda brandgravar utan synliga begravningar. Dessa var okända sedan tidigare och upptäcktes först efter att torv och matjord avlägsnats. I många hade de övre delarna skadats av plöjning. Det kunde dock konstaterats att flera ursprungligen hade markerats av resta stenar. Enstaka gravar innehöll föremål såsom vapen och verktyg vilkas kunde dateras till förromersk järnålder. I flera av gravarna fanns björnfalanger, det vill säga de yttersta fingerlederna från björn vilket indikerar att björnfällar ingått i begravningsritualen. 14C-dateringarna visade att de äldsta gravarna kunde vara anlagda redan i slutskedet av bronsåldern. De yngsta gravarna var från tidig romersk järnålder.
I anslutning till gravfältet undersöktes även resterna efter en gravhög från yngre järnålder samt boplatslämningar från äldre järnålder. Antalet undersökta gravar är det största på ett och samma gravfält i Västmanland och gör också gravfältsundersökningen till en av de absolut största i hela landet. Det stora antalet undersökta gravar från förromersk järnålder visar på en omfattande bosättning under perioden. Genom denna undersökning kan man revidera tidigare teorier om att Köpingstrakten skulle ha varit obebodd under denna tid.